# Список умерших в 1274 году
В этой статье представлен список известных людей, умерших в 1274 году.
См. также: Категория:Умершие в 1274 году

## Январь
- 28 января — Одилон де Меркёр[фр.] — епископ Манда (1247—1274)

## Февраль
- 4 февраля — Аз-Захаби (73) — мусульманский учёный, хадисовед, историк, биограф, хафиз.
- 8 февраля — Генрих Курляндский — епископ Семгальский (1247—1251), епископ Курляндский (1251—1263), епископ Кимзе (1263—1274)
- 18 февраля — Якоб Эрландсен[нем.] — архиепископ Лунда (1254—1274)
- 19 февраля — Эберхард II фон Вальдбург — епископ Констанца (1248—1274).

## Март
- 7 марта — Фома Аквинский — философ и теолог, систематизатор ортодоксальной схоластики, учитель церкви, основатель томизма
- 28 марта — Фридрих фон Хаусен[нем.] — епископ Кульма (1264—1274)

## Май
- 3 мая — Эйд мак Фелим Уа Конхобайр — король Коннахта (1265—1274).
- Уильям I, шотландский дворянин, 2-й граф Росс (1251—1274).

## Июнь
- 3 июня — Лоуренс де Сент Мартин[англ.]	 — епископ Рочестера (1250—1274)
- 26 июня — Насир ад-Дин Туси (73) — персидский математик, механик и астроном, автор сочинений по философии, географии, музыке, оптике, медицине, минералогии.

## Июль
- 15 июля — Бонавентура — средневековый теолог, генерал францисканского ордена (с 1257 года), святой римско-католической церкви, учитель церкви.
- 22 июля — Генрих I Толстый — Король Наварры (как Энрике I Толстый) и граф Шампани (как Генрих III Шампанский) (1270—1274)
- 23 июля — Вонджон (55) — король Корё (1260—1274).
- Бьякино II да Камино, итальянский государственный и военный деятель, подеста Тревизо (1241—1243).

## Август
- 4 августа — Роберт Ститчелл[англ.] — епископ Дарема (1260—1274)
- 8 августа — Эд де Лоррис[фр.] — епископ Байё (1263—1274)
- 12 августа:
  - Ду-цзун (34) — китайский император империи Южная Сун (1264—1274);
  - Оливье де Терм, французский рыцарь, файдит и защитник катаров.
- 15 августа — Робер де Сорбон (72) — французский теолог, основатель Сорбоннского дома, колледжа, ставшего одним из центров, вокруг которых сложился Парижский университет, получивший имя Сорбонна.

## Сентябрь
- 2 сентября — Мунэтака-синно (31) — сёгун Сёгуната Камакура (1252—1266).
- 13 сентября:
  - Уильям Чилленден — архиепископ Кентерберийский (1270—1272);
  - Генрих фон Нойенбург[нем.]	— епископ Базеля (1263—1274).

## Октябрь
- 3 октября — Герман III[нем.]	— сеньор Липпе (1265—1273)
- 12 октября — Генрих фон Стрейтберг[нем.] — епископ Вармии (1248—1250), епископ Самланда (1254—1274)
- 14 октября:
  - Генрих[англ.] — сын Эдуарда I, наследник английского престола (1272—1274);
  - Генрих фон Рарон[нем.] — епископ Сьона (1273—1274).
- 21 октября — Архиепископ Далмат — архиепископ Новгородский (1251—1274)
- 23 октября — Гунцелин III — граф Шверина (1228—1274)
- 24 октября — Энгельберт фон Фалькенберг[нем.]	— архиепископ Кёльна (1261—1274)

## Ноябрь
- 10 ноября — Авелина де Форс (15) — графиня Албемарл (1269—1274), графиня-консорт Лестер и первая графиня-консорт Ланкастер (1269—1274) как жена Эдмунда Горбатого, 1-го графа Ланкастер.
- 28 ноября — Филипп Кастильский — инфант Кастилии, архиепископ Севильи (1251—1258).

## Декабрь
- 4 декабря — Уильям де Баттон[англ.] — епископ Бата и Уэллса (1267—1274)

## Дата неизвестна или требует уточнения
- Беатриса Монферратская[англ.] — графиня-консорт д’Альбон (1228—1237), жена дофина Вьеннского Гига VI
- Вати — манса Малийской империи (1270—1274)
- Гуго IV — граф Родеза (1221—1274)
- Гюнтер VII[англ.] — первый граф Шварцбург-Бланкенбург (1236—1274)
- Джин д Эссей[англ.] — епископ Кутанса (1251—1274)
- Дуселина Диньская[фр.] — основательница объединений бегинок около Марселя, героиня повести «Жизнь святой Дуселины»
- Ибн Малик — один из величайших арабских филологов своего времени, автор дидактической поэмы о грамматике Альфия (Тысячестишие)
- Лал Шахбаз Каландар — арабский суфийский философ и поэт
- Мария де Бурбон[фр.] — графиня-консорт де Дрё (1240—1249), жена Жана I де Дрё
- Мартин Литербури[англ.] — Лорд главный судья Англии (1272—1274).
- Моисей ибн-Тиббон, французско-еврейский врач, писатель и переводчик.
- Моисей из Куси, французский раввин-тосафист и кодификатор еврейского закона.
- Николас де Капрайя[англ.] — юдекс Арбореи (1264—1274), убит
- Пьер де Шарни[фр.] — Архиепископ Санса (1267—1274)
- Савари IV де Туар[фр.] — виконт Туара (1269—1274)
- Садр ал-Дин аль Кунави[англ.] — иранский суфийский философ-мистик.
- Арнольд Фиц-Тедмар, английский хронист и торговец, олдермен Ганзейского двора.
- Энрико Керасоло[итал.] — архиепископ Таранто (1252—1274).
- Эсташ де Баллиол, английский рыцарь, шериф Камберленда и хранитель замка Карлайл (1261—1265).